# Minimo
Minimo ("Mini Mozilla") foi um projeto para criar uma versão do navegador Mozilla para dispositivos portáteis tais com PDA e telefones celulares.
Seu objetivo era facilitar aos desenvolvedores o embarque de parte do Mozilla em sistemas com recursos limitados, como memória.
Seu código era compatível com Linux e Windows CE.